# ثقة

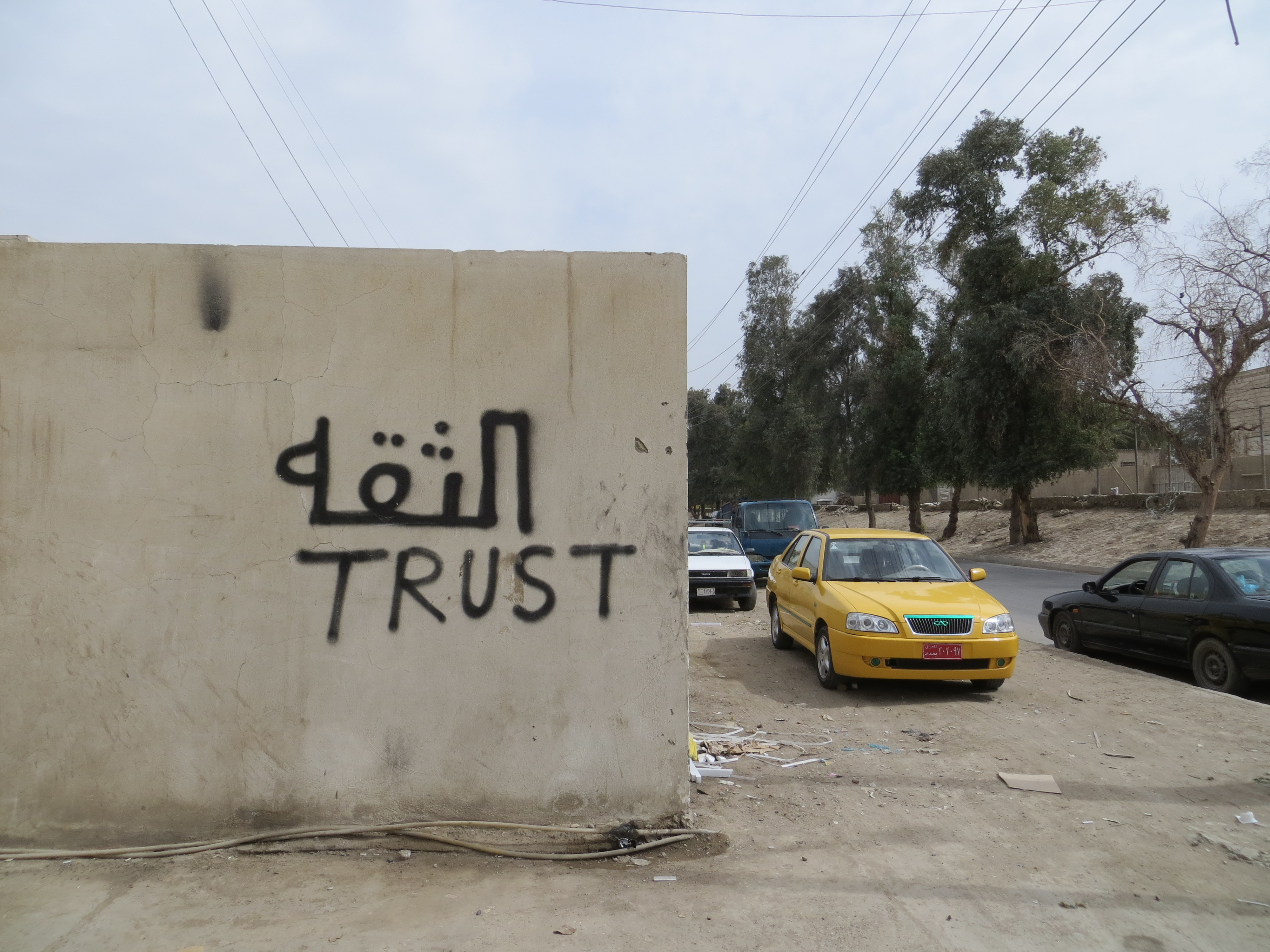
كلمة ثقة مكتوبة بالعربية والإنجليزية على حائط في بغداد.

الثقة (Confidence) هي الحالة التي يكون فيها الإنسان متأكداً من كفاءة أو دقة أمر ما يتعلق به أو بشخص أو بشئ آخر، وفي حالة الأشخاص، من الممكن أن تكون تلك الثقة نوع من التأكد من ولاء هذا الشخص تجاه أشخاص آخرين أو قضايا معينة.
وعادة يكون صاحب الثقة ذو موقف ووجهة نظر ثابتة، ولا فرق إذا كان ذلك الموقف صحيحاً أم خطأ، بل هو مدى تأكد الشخص من ثبوته.
ومن أمثلة الثقة، الثقة بالنفس.

## أهمية الثقة بالنفس
أن الإنسان الواثق من نفسه لديه القدرة على تحفيز ذاته تلقائيا من دون الحاجة إلى التحفيز الخارجي (والذي هو مهم أيضا)، والذي يعطيه القدرة والقوة والحماس للعمل والعطاء والإنجاز بقوّةٍ للوصول للاهداف وتحقيق الامنيات والرغبات، وبالتالي يَكون مُتصالحاً مع نفسه والآخرين، وبالتالي تنعكس ثقته بنفسه على الآخرين فيثقون به ويعطيهم القدرة على إخراج طاقاتهم وقدراتهم.